# Зефіргіллс (Флорида)
Зефіргіллс (англ. Zephyrhills) — місто (англ. city) в США, в окрузі Паско штату Флорида. Населення — 17 194 особи (2020).

## Географія
Зефіргіллс розташований за координатами 28°14′22″ пн. ш. 82°10′46″ зх. д. / 28.23944° пн. ш. 82.17944° зх. д. (28.239381, -82.179540).  За даними Бюро перепису населення США в 2010 році місто мало площу 23,14 км², з яких 22,99 км² — суходіл та 0,15 км² — водойми. В 2017 році площа становила 24,47 км², з яких 24,33 км² — суходіл та 0,14 км² — водойми.

### Клімат
| Клімат : Зефіргіллс     | Клімат : Зефіргіллс | Клімат : Зефіргіллс | Клімат : Зефіргіллс | Клімат : Зефіргіллс | Клімат : Зефіргіллс | Клімат : Зефіргіллс | Клімат : Зефіргіллс | Клімат : Зефіргіллс | Клімат : Зефіргіллс | Клімат : Зефіргіллс | Клімат : Зефіргіллс | Клімат : Зефіргіллс | Клімат : Зефіргіллс |
| Показник                | Січ.                | Лют.                | Бер.                | Квіт.               | Трав.               | Черв.               | Лип.                | Серп.               | Вер.                | Жовт.               | Лист.               | Груд.               | Рік                 |
| Абсолютний максимум, °C | 30,6                | 32,2                | 34,4                | 36,7                | 38,9                | 39,4                | 38,3                | 37,2                | 36,7                | 35,6                | 33,3                | 31,1                | 39,4                |
| Середній максимум, °C   | 22,2                | 23,9                | 26,1                | 28,9                | 31,7                | 33,3                | 33,3                | 33,3                | 32,8                | 29,4                | 26,1                | 23,3                | 28,9                |
| Середній мінімум, °C    | 8,9                 | 10,0                | 12,2                | 14,4                | 17,8                | 21,1                | 22,2                | 22,2                | 21,1                | 17,2                | 13,3                | 10,0                | 16,1                |
| Абсолютний мінімум, °C  | −7,8                | −8,9                | −4,4                | 3,3                 | 7,8                 | 12,2                | 17,8                | 16,7                | 11,7                | 3,9                 | −2,8                | −7,8                | −8,9                |
| Норма опадів, мм        | 87                  | 86                  | 103                 | 60                  | 99                  | 181                 | 195                 | 190                 | 166                 | 70                  | 64                  | 67                  | 1368                |
| ----------------------- | ------------------- | ------------------- | ------------------- | ------------------- | ------------------- | ------------------- | ------------------- | ------------------- | ------------------- | ------------------- | ------------------- | ------------------- | ------------------- |
| Джерело:                |                     |                     |                     |                     |                     |                     |                     |                     |                     |                     |                     |                     |                     |

## Демографія
Згідно з переписом 2010 року, у місті мешкало 13 288 осіб у 5875 домогосподарствах у складі 3586 родин. Густота населення становила 574 особи/км².  Було 7702 помешкання (333/км²).
Расовий склад населення:
| - 88,7 % — білих - 4,9 % — чорних або афроамериканців - 1,4 % — азіатів - 0,2 % — корінних американців - 2,7 % — осіб інших рас |

До двох чи більше рас належало 2,0 %. Частка іспаномовних становила 10,4 % від усіх жителів.
За віковим діапазоном населення розподілялося таким чином: 18,7 % — особи молодші 18 років, 52,8 % — особи у віці 18—64 років, 28,5 % — особи у віці 65 років та старші. Медіана віку мешканця становила 47,9 року. На 100 осіб жіночої статі у місті припадало 86,3 чоловіків;  на 100 жінок у віці від 18 років та старших — 83,2 чоловіків також старших 18 років.
Середній дохід на одне домашнє господарство  становив 50 860 доларів США (медіана — 37 884), а середній дохід на одну сім'ю — 65 672 долари (медіана — 51 966). Медіана доходів становила 40 635 доларів для чоловіків та 33 871 долар для жінок. За межею бідності перебувало 15,0 % осіб, у тому числі 21,2 % дітей у віці до 18 років та 11,9 % осіб у віці 65 років та старших.
Цивільне працевлаштоване населення становило 5383 особи. Основні галузі зайнятості: освіта, охорона здоров'я та соціальна допомога — 20,2 %, роздрібна торгівля — 18,6 %, мистецтво, розваги та відпочинок — 11,9 %, науковці, спеціалісти, менеджери — 9,1 %.